# Laurie (Misuri)
Laurie es una ciudad ubicada en el condado de Morgan en el estado estadounidense de Misuri. En el Censo de 2010 tenía una población de 945 habitantes y una densidad poblacional de 66,35 personas por km².

## Geografía
Laurie se encuentra ubicada en las coordenadas 38°12′29″N 92°49′31″O / 38.20806, -92.82528. Según la Oficina del Censo de los Estados Unidos, Laurie tiene una superficie total de 14.24 km², de la cual 14.24 km² corresponden a tierra firme y (0%) 0 km² es agua.

## Demografía
Según el censo de 2010, había 945 personas residiendo en Laurie. La densidad de población era de 66,35 hab./km². De los 945 habitantes, Laurie estaba compuesto por el 97.78% blancos, el 0.21% eran afroamericanos, el 0.32% eran amerindios, el 0% eran asiáticos, el 0% eran isleños del Pacífico, el 0.11% eran de otras razas y el 1.59% pertenecían a dos o más razas. Del total de la población el 0.63% eran hispanos o latinos de cualquier raza.